# Xystrocera
Xystrocera is een kevergeslacht uit de familie van de boktorren (Cerambycidae). De wetenschappelijke naam van het geslacht werd voor het eerst geldig gepubliceerd in 1834 door Audinet-Serville.

## Soorten
Xystrocera omvat de volgende soorten:
- Xystrocera abrupta Aurivillius, 1908
- Xystrocera alcyonea Pascoe, 1866
- Xystrocera ansorgei Gahan, 1898
- Xystrocera antennata Adlbauer, 2011
- Xystrocera apiculata Pascoe, 1869
- Xystrocera asperata Thomson, 1858
- Xystrocera australasiae Hope, 1842
- Xystrocera bomfordi Veiga-Ferreira, 1971
- Xystrocera boulardi Breuning & Teocchi, 1972
- Xystrocera brunnea Aurivillius, 1924
- Xystrocera buquetii Thomson, 1858
- Xystrocera carinipennis Breuning, 1957
- Xystrocera chalybeata Gahan, 1890
- Xystrocera conradti Breuning, 1957
- Xystrocera curvipes Breuning, 1957
- Xystrocera cyanella Chevrolat, 1855
- Xystrocera cyanipennis Breuning, 1957
- Xystrocera danilevskyi Vives, 2013
- Xystrocera devittata Kolbe, 1893
- Xystrocera dispar Fåhraeus, 1872
- Xystrocera dundensis Lepesme, 1953
- Xystrocera elongata Breuning, 1957
- Xystrocera erosa Pascoe, 1864
- Xystrocera femorata Chevrolat, 1855
- Xystrocera ferreirae Martins, 1980
- Xystrocera festiva Thomson, 1861
- Xystrocera flavovariegata Breuning, 1957
- Xystrocera fulvipes Thomson, 1858
- Xystrocera fuscomaculata Breuning, 1957
- Xystrocera globosa (Olivier, 1795)
- Xystrocera gracilipes Breuning, 1957
- Xystrocera granulipennis Breuning, 1957
- Xystrocera granulithorax Breuning, 1964
- Xystrocera holatripes Breuning, 1957
- Xystrocera interrupta Jordan, 1903
- Xystrocera laeta Péringuey, 1892
- Xystrocera lujae Hintz, 1911
- Xystrocera marginipennis Murray, 1870
- Xystrocera matilei Breuning & Teocchi, 1972
- Xystrocera minuscula Breuning, 1957
- Xystrocera minuta Jordan, 1894
- Xystrocera natalensis Corinta-Ferreira, 1954
- Xystrocera nigrita Audinet-Serville, 1834
- Xystrocera nitidicollis Quedenfeldt, 1883
- Xystrocera orientalis Breuning, 1961
- Xystrocera pauliani Lepesme & Breuning, 1951
- Xystrocera pseudosimilis Breuning, 1957
- Xystrocera reducta Duffy, 1954
- Xystrocera rhodesiana Veiga-Ferreira, 1954
- Xystrocera ruficornis Corinta-Ferreira, 1954
- Xystrocera rufobrunnea Breuning, 1957
- Xystrocera semperi Breuning, 1957
- Xystrocera similis Jordan, 1894
- Xystrocera skeletoides Breuning, 1957
- Xystrocera sudanica Breuning, 1957
- Xystrocera teocchii Adlbauer, 2011
- Xystrocera ugandensis Martins, 1980
- Xystrocera unicolor Martins, 1980
- Xystrocera velutina Jordan, 1894
- Xystrocera vicina Corinta-Ferreira, 1954
- Xystrocera violascens Franz, 1942
- Xystrocera virescens Newman, 1840
- Xystrocera viridilucens Breuning, 1957
- Xystrocera vittata (Fabricius, 1793)